# Puncturella agger
Puncturella agger is een slakkensoort uit de familie van de Fissurellidae. De wetenschappelijke naam van de soort is voor het eerst geldig gepubliceerd in 1883 door R.B. Watson.